# Feuerwehr Neu-Ulm
Als Feuerwehr Neu-Ulm wird die Gesamtheit aller Feuerwehren auf dem Gebiet der Großen Kreisstadt Neu-Ulm im bayerischen Regierungsbezirk Schwaben bezeichnet. Die Feuerwehr ist als Freiwillige Feuerwehr mit hauptamtlichen Kräften organisiert und gliedert sich in das so genannte Hauptamt, zu dem die Leitung und Verwaltung der Gesamtfeuerwehr sowie der Einsatzdienst der hauptberuflichen Feuerwehrkräfte gehören, sieben Löschzüge (LZ) in den Stadtteilen, vier selbstständige Feuerwehren und den ABC-Zug. Leiter der Gesamtfeuerwehr ist der Stadtbrandinspektor (SBI), sein Stellvertreter wird als Stadtbrandmeister (SBM) bezeichnet. Die einzelnen Löschzüge stehen unter der Aufsicht des Stadtbrandinspektors und werden jeweils von einem Löschzugführer und seinem Stellvertreter geleitet. Die Leitung der vier eigenständigen Feuerwehren obliegt stattdessen eigenen Kommandanten, die ebenfalls unter der Aufsicht des Stadtbrandinspektors stehen.
Die Ständige Wache Neu-Ulm stellt mit ihren derzeit 40 hauptamtlichen und etwas über 400 ehrenamtlichen Feuerwehrleuten für die rund 62.000 Einwohner (Stand: Dezember 2024) der Stadt den abwehrenden und vorbeugenden Brandschutz sowie die technische Hilfeleistung bei Unglücksfällen und Notständen sicher. Sie wirkt außerdem im Katastrophenschutz des Landkreises Neu-Ulm mit. Nicht zu den Aufgaben der Feuerwehr Neu-Ulm gehört hingegen die Durchführung des Rettungsdienstes (Notfallrettung und Krankentransport) im Stadtgebiet. Dieser wird vom örtlichen Kreisverband des Bayerischen Roten Kreuzes (BRK) wahrgenommen.

## Ständige Wache Neu-Ulm

### Geschichte
Ab dem Jahr 1868 begann in Neu-Ulm und in den umliegenden Ortschaften die Gründung Freiwilliger Feuerwehren. Von Beginn an war das Feuerwehrwesen in Neu-Ulm daher zunächst rein ehrenamtlich organisiert. Später stellte die Stadtverwaltung vier hauptamtliche Gerätewarte für die Feuerwehr ein. Zu Einsätzen rückten jedoch weiterhin ausschließlich freiwillige Feuerwehrleute aus.
Vor dem Hintergrund einer rasch wachsenden Einwohnerzahl begannen im Jahr 1999 die Planungen für eine ständig mit hauptamtlichen Kräften besetzte Feuerwache. Diese wurde bereits ein Jahr später in einer baulich erweiterten, ehemaligen Panzerwartungshalle der bis 1991 von der US-Armee betriebenen Nelson-Barracks südöstlich des Stadtzentrums eingerichtet. Seitdem haben die Hauptwache und die Verwaltung ihren heutigen Sitz in der Zeppelinstraße 6. Die Ausrückstärke der hauptamtlichen Wache betrug zunächst sechs Feuerwehrbeamte, zuzüglich eines Beamten für die Besetzung einer Nachalarmierungsstelle. Bereits 2001 wurde der Personalkörper der Feuerwehr Neu-Ulm auf 21 hauptamtliche Mitarbeiter erweitert. Im Februar 2002 wurde die neue Feuerwehr-Einsatzzentrale (FEZ) des Landkreises Neu-Ulm in den Räumlichkeiten der Hauptfeuerwache in Betrieb genommen. Die Außerdienststellung der FEZ erfolgte im November 2011 mit der Übernahme der Feuerwehralarmierung durch die Integrierte Leitstelle Donau-Iller in Krumbach.
Heutzutage beschäftigt die Ständige Wache Neu-Ulm über 40 hauptamtliche Mitarbeiter in der Verwaltung und im Einsatzdienst.

### Sachgebiete
Die Leitung und Verwaltung der Gesamtfeuerwehr ist Bestandteil des Hauptamtes der Feuerwehr Neu-Ulm und gehört organisatorisch zum Dezernat 1 (Personal, Organisation, Bürgerdienste) der Stadtverwaltung. Der Leiter der Feuerwehr wird als Stadtbrandinspektor (SBI) bezeichnet und hat innerhalb der Stadtverwaltung die Stellung eines Abteilungsleiters. Derzeitiger Stadtbrandinspektor und Leiter der Feuerwehr Neu-Ulm ist Andreas Hoffzimmer; sein Stellvertreter ist Stadtbrandmeister Michael Haitchi.
Die Verwaltung der Feuerwehr, zu der unter anderem auch die Werkstätten, die Betriebstankstelle und die Kleiderkammer gehören, gliedert sich in die folgenden fünf Sachgebieten, denen mehrere so genannte Sachraten nachgeordnet sind:
- Sachgebiet 1 – Innere Organisation und Verwaltung
  - Sachrate Verwaltung
  - Sachrate Haustechnik/Betriebstankstelle
  - Sachrate Kleiderkammer/Persönliche Schutzausrüstung
- Sachgebiet 2 – Aus- und Fortbildung
- Sachgebiet 3 – Fahrzeug- und Gerätetechnik
  - Sachrate Fahrzeug- und Gerätewerkstatt
  - Sachrate Zentrale Atemschutzwerkstatt
  - Sachrate Zentrale Schlauchwerkstatt
- Sachgebiet 4 – Kommunikation/EDV/Einsatzplanung
  - Sachrate Funk- und Elektrowerkstatt
- Sachgebiet 5 – Vorbeugender Brand- und Gefahrenschutz

### Hauptwache

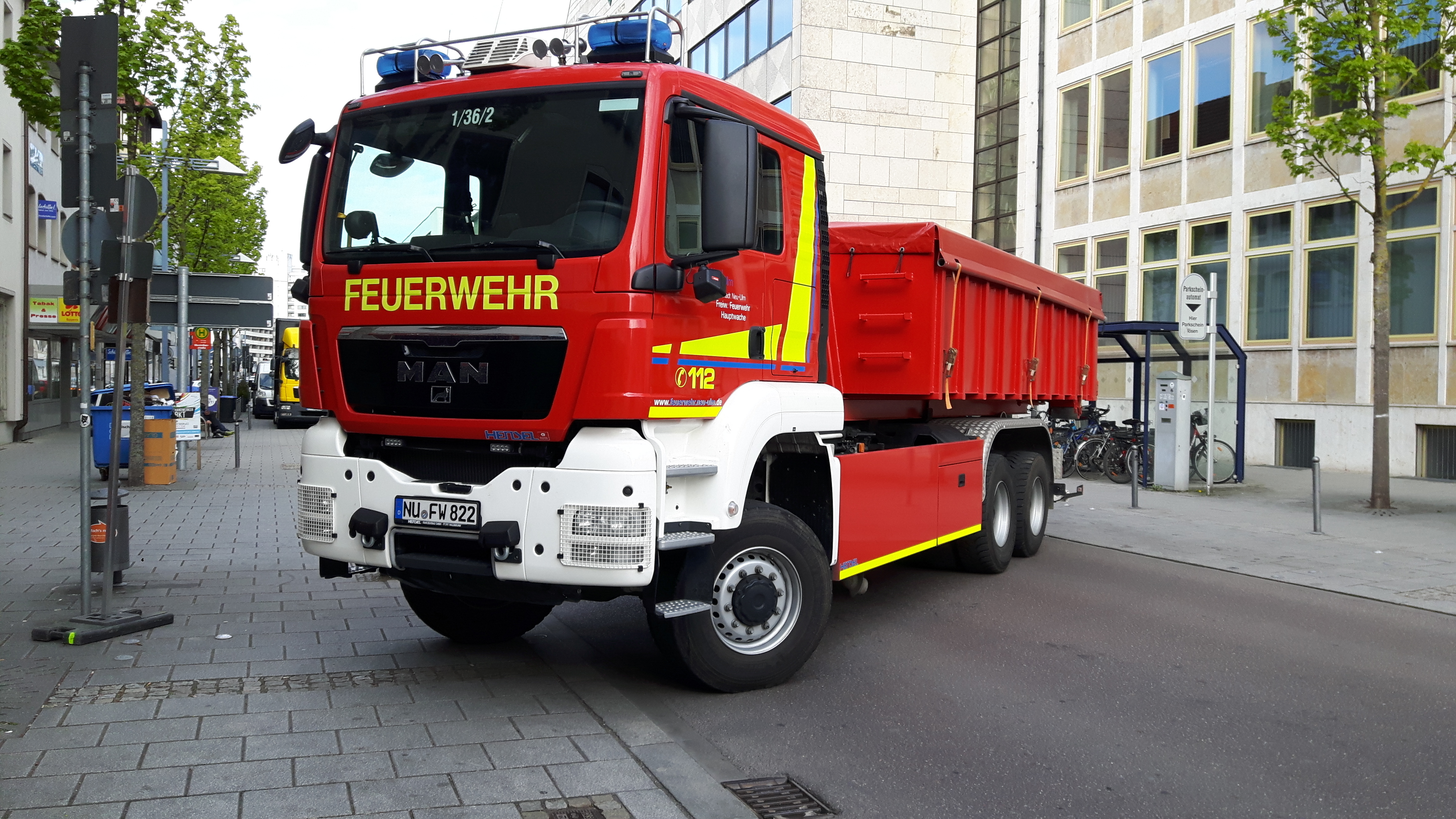
Wechselladerfahrzeug (WLF) der Hauptwache mit aufgesatteltem Abrollbehälter (AB) Mulde

Seit dem Jahr 2000 unterhält die Feuerwehr Neu-Ulm auf dem Gelände einer 1934 als Reinhardt-Kaserne eröffneten und in den Jahren 1951 bis 1991 unter dem Namen Nelson-Barracks von der US-Armee betriebenen Kaserne südöstlich des Stadtzentrums eine ständig von Feuerwehrbeamten besetzte Hauptwache. Dadurch wird tagsüber von Montag bis Donnerstag eine hauptamtliche Mindest-Ausrückstärke von einem Kommandowagen, einem Hilfeleistungslöschgruppenfahrzeug und einer Drehleiter gewährleistet. Nachts entfällt die hauptamtliche Besatzung der Drehleiter. Am Wochenende verstärken tagsüber ehrenamtliche Einsatzkräfte der Löschzüge die Wachmannschaft in Form eines Bereitschaftsdienstes.
Die Hauptwache verfügt über einen umfangreichen Fuhrpark, der aus den folgenden Einsatzfahrzeugen und Abrollbehältern besteht:
- drei Kommandowagen (KdoW), Baujahr: 2010, 2010, 2018
- ein Einsatzleitwagen (ELW), Baujahr: 2023
- zwei Hilfeleistungslöschgruppenfahrzeug 20 (HLF 20), Baujahr: 2025
- eine Drehleiter mit Korb 23/12 (DLK 23/12), Baujahr: 2018[6]
- ein Wechselladerfahrzeug (WLF), Baujahr: 2012
- ein Wechselladerfahrzeug/Kran (WLF), Baujahr: 2012
- ein Löschgruppenfahrzeug 10 (LF8/6), Baujahr: 2022
- ein Kleinalarmfahrzeug (KLAF), Baujahr: 2019
- ein Gerätewagen Rettung (GW-Rett), Baujahr: 2013
- ein Mehrzweckfahrzeug (MZF), Baujahr: 2015
- ein Kombi, Baujahr: 2009
- ein Teleskopstapler Manitou, Baujahr: 2007
- ein Abrollbehälter (AB) Wasser/Sonderlöschmittel, Baujahr: 2012
- zwei Abrollbehälter (AB) Mulde, Baujahr: 2012
- ein Abrollbehälter (AB) Ladefläche, Baujahr: 2012
- ein Abrollbehälter (AB) Technische Hilfeleistung schwer, Baujahr: 2012
- ein Abrollbehälter (AB) Atemschutz/Strahlenschutz, Baujahr: 2012
- ein Abrollbehälter (AB) Mehrzweckboot, Baujahr: 2012
- ein Abrollbehälter (AB) Logistik, Baujahr 2013
- ein Anhänger Rettungsboot (RTB), Baujahr: 1999
- ein Anhänger Wasser-Schaumwerfer, Baujahr 1980

## Löschzüge und ABC-Zug
Zur Freiwilligen Feuerwehr Neu-Ulm gehören insgesamt sieben Löschzüge (LZ) und der ABC-Zug. Der Begriff Löschzug wird in diesem Zusammenhang nicht für die entsprechende taktische Einheit im Brandeinsatz verwendet, sondern als Bezeichnung für eine aktive Abteilung der Gesamtfeuerwehr. Die sieben Löschzüge verteilen sich auf die verschiedenen Stadtteile, der ABC-Zug ist zentral an der Hauptwache untergebracht. Jeder Löschzug wird von einem Löschzugführer und seinem Stellvertreter geleitet.

## Jugendfeuerwehr
In allen Löschzügen mit Ausnahme des ABC-Zuges sind außerdem Jugendfeuerwehr-Gruppen eingerichtet, in denen interessierte Jungen und Mädchen ab 12 Jahren, durch regelmäßige Übungsabende auf den Dienst in der Freiwilligen Feuerwehr vorbereitet werden und außerdem allgemeine Jugendarbeit geleistet wird. Die Leitung der Jugendfeuerwehr auf Stadtebene obliegt einem für die Jugendarbeit speziell ausgebildeten Stadtjugendwart, auf LZ-Ebene den Jugendwarten.

### Löschzug 1 – Hauptwache
Der Löschzug (LZ) Hauptwache entstand in seiner heutigen Form zwischen 1993 und 1996 durch die Zusammenlegung der ehemaligen Löschzüge Hauptwache, Offenhausen und Schwaighofen. Er ist zusammen mit dem Hauptamt in der Hauptwache in der Zeppelinstraße 6 südöstlich des Stadtzentrums untergebracht. Die ehrenamtlichen Feuerwehrleute des LZ Hauptwache unterstützen die Beamten der Feuerwehr Neu-Ulm im Einsatz durch Besetzung weiterer Fahrzeuge der Hauptwache sowie am Wochenende tagsüber durch eine personelle Verstärkung der hauptamtlichen Wachmannschaft.
Zum Fuhrpark des LZ Hauptwache gehören folgende Einsatzfahrzeuge:
- Einsatzleitwagen 1 (ELW 1), Baujahr: 2023
- Hilfeleistungslöschgruppenfahrzeug 20 (HLF 20), Baujahr: 2025
- ein Löschgruppenfahrzeug 10 (LF 10), Baujahr: 2022
- ein Mehrzweckboot (MZB), Baujahr: 2000

### Löschzug 2 – Ludwigsfeld
Der Löschzug (LZ) 2 im Stadtteil Ludwigsfeld wurde im Jahr 1892 gegründet und hat derzeit 23 aktive Mitglieder. Im Jahr 1976 wurde das heutige Feuerwehrhaus im Steinadlerweg 1 bezogen. Der LZ 2 verfügt über:
- ein Löschgruppenfahrzeug 16/12 (LF 16/12), Baujahr: 2004
- ein Mehrzweckfahrzeug (MZF), Baujahr: 2011

### Löschzug 3 – Gerlenhofen
Der Löschzug (LZ) 3 in Gerlenhofen wurde im Jahr 1888 ursprünglich als eigenständige Freiwillige Feuerwehr gegründet und im Rahmen der Eingemeindung von Gerlenhofen als Stadtteil von Neu-Ulm als Löschzug in die Feuerwehr Neu-Ulm eingegliedert. Der Löschzug hat 36 aktive Mitglieder und ist als überörtliche Sonderaufgabe für die Dekontamination von Einsatzkräften bei Einsätzen mit atomaren, biologischen oder chemischen Gefahrstoffen zuständig. Im Feuerwehrhaus des Löschzugs in der St.-Wolfgang-Straße 7 sind drei Einsatzfahrzeuge untergebracht:
- ein Löschgruppenfahrzeug 20 (LF 20), Baujahr: 2014
- ein Gerätewagen Dekontamination Personal (GW Dekon P), Baujahr: 2000
- ein Mehrzweckfahrzeug (MZF), Baujahr: 2011

### Löschzug 4 – Jedelhausen
Die ursprüngliche Freiwillige Feuerwehr Hausen/Jedelhausen wurde im Jahr 1875 gegründet und 1977 als Löschzug in die Freiwillige Feuerwehr Neu-Ulm integriert. Der LZ 4 hat heute 18 aktive Mitglieder und verfügt über ein Fahrzeug, welches im Jahr 1991 fertiggestellten Feuerwehrhaus im Posthornweg 6 stationiert ist:
- ein Tragkraftspritzenfahrzeug mit Wasser (TSF-W), Baujahr: 2000

### Löschzug 5 – Hausen
Der Löschzug Hausen entstand im Jahr 1977 aus der Freiwilligen Feuerwehr Hausen/Jedelhausen und wurde als LZ 5 in die Freiwillige Feuerwehr Neu-Ulm eingegliedert. Das heutige Feuerwehrhaus des Löschzugs existiert seit 1978 und befindet sich in der Aufheimer Straße 1. Der LZ 5 hat 20 aktive Mitglieder und verfügt über ein Einsatzfahrzeug:
- ein Tragkraftspritzenfahrzeug mit Wasser (TSF-W), Baujahr: 2008

### Löschzug 6 – Holzschwang
Wie alle Löschzüge in den ehemaligen selbstständigen Gemeinden am Rand des Neu-Ulmer Stadtgebiets war auch der Löschzug (LZ) 6 in Holzschwang ursprünglich eine eigene Freiwillige Feuerwehr. Im Rahmen der Gebietsreform 1977, bei der Holzschwang Ortsteil von Neu-Ulm wurde, wurde auch die 1875 gegründete Wehr als Löschzug in die Feuerwehr Neu-Ulm eingegliedert. Derzeit hat der LZ 6 22 aktive Mitglieder; im Feuerwehrhaus im Tannenweg 13 ist ein Einsatzfahrzeug untergebracht:
- ein Löschgruppenfahrzeug 10/6 (LF 10/6), Baujahr: 2010

### Löschzug 7 – Finningen
Die Freiwillige Feuerwehr Finningen wurde am 1. Mai 1876 gegründet und ist damit der älteste Verein in Finningen. Im Zuge der Eingemeindung von Finningen als Ortsteil von Neu-Ulm wurde auch die Selbstständigkeit der Feuerwehr aufgegeben und die FF Finningen als Löschzug (LZ) 7 in die Freiwillige Feuerwehr Neu-Ulm integriert. Das Feuerwehrhaus der 40 aktive Mitglieder fassenden Abteilung befindet sich im Eulesweg 2 und bietet Platz für die zwei Einsatzfahrzeuge des Löschzugs:
- Löschgruppenfahrzeug 10 (LF 10), Baujahr: 2007
- Mehrzweckfahrzeug (MZF), Baujahr: 2008

### ABC-Zug
Der ABC-Zug nimmt besondere Aufgaben des Katastrophenschutzes im gesamten Landkreis Neu-Ulm wahr. Der Zug wird aufgrund der speziellen Ausbildung seiner momentan neun aktiven Mitglieder und der technischen Ausrüstung zu Gefahrgut- und Strahlenschutzeinsätzen alarmiert. Er hat die Aufgabe bei besonderen Schadensereignissen atomare, biologische und chemische Gefahrstoffe durch Probenentnahmen und Messfahrten festzustellen und zu identifizieren sowie austretende oder auslaufende Gefahrstoffe mit Hilfe spezieller Ausrüstung und unter Anwendung besonderer Schutzmaßnahmen aufzunehmen. Der ABC-Zug ist an der Hauptwache in der Zeppelinstraße 6 untergebracht und verfügt über ein Einsatzfahrzeug und einen Abrollbehälter:
- ABC-Erkundungskraftwagen (ABC-ErkKW), Baujahr: 2001
- Abrollbehälter (AB) Atem-/Strahlenschutz, Baujahr: 2012

## Selbstständige Freiwillige Feuerwehren
Die meisten ehemals eigenständigen Freiwilligen Feuerwehren gaben im Rahmen der Gebietsreform und der Eingemeindung ihrer Ortschaften in die Stadt Neu-Ulm auch ihre Selbstständigkeit auf und wurden Löschzüge der Freiwilligen Feuerwehr Neu-Ulm. Lediglich vier Freiwillige Feuerwehren (Burlafingen, Pfuhl, Reutti und Steinheim) behielten auch nach der Eingemeindung diesen besonderen Status und sind heute noch selbstständige Wehren, die von einem eigenen Kommandanten geleitet werden. Trotzdem unterstehen sie der Aufsicht des Stadtbrandinspektors.

### Freiwillige Feuerwehr Burlafingen
Die FF Burlafingen wurde, wie viele Abteilungen der heutigen Feuerwehr Neu-Ulm, im Jahr 1875 gegründet. Im Jahr 1931 wurde die Feuerwehr erstmals mit einer Motor-betriebenen Feuerspritze vom Typ Goliath 11 ausgerüstet. Heute hat die Feuerwehr 41 aktive Mitglieder und ist für den Brandschutz und die technische Hilfe im Ortsteil Burlafingen verantwortlich. Daneben stellt sie zusammen mit der Freiwilligen Feuerwehr Neu-Ulm die technische Hilfeleistung bei Verkehrsunfällen auf der Bundesstraße 10, die südlich an Burlafingen vorbei verläuft, und auf der Autobahn 7 östlich des Ortsteils sicher. Das Feuerwehrhaus befindet sich im Klosterweg 8 und bietet Platz für die drei Einsatzfahrzeuge und einen Anhänger der Wehr:
- Löschgruppenfahrzeug 16 (LF 16), Baujahr: 2000
- Gerätewagen Logistik 2 (GW-L2), Baujahr: 2011
- Mehrzweckfahrzeug (MZF), Baujahr: 2010
- Anhänger Rettungsboot (RTB), Baujahr: 1999

### Freiwillige Feuerwehr Pfuhl
Die FF Pfuhl mit ihren 43 aktiven Mitgliedern deckt den mit über 10.200 Einwohnern relativ großen Stadtteil Pfuhl sowie das benachbarte Naherholungsgebiet mit dem Pfuhler See und das Gewerbegebiet Steinhäule ab. Das heutige Feuerwehrhaus in der Hauptstraße 79 wurde erst im Jahr 2011 bezogen und verfügt über fünf Fahrzeugstellplätze, davon drei für Großfahrzeuge und zwei für kleinere Einsatzfahrzeuge. Neben der großen Fahrzeughalle befinden sich im Erdgeschoss des Feuerwehrhauses eine Werkstatt und die Umkleideräume für die ehrenamtlichen Einsatzkräfte. Darüber, im 1. Obergeschoss, sind ein Bereitschaftsraum, der Funkraum, die Kleiderkammer sowie ein Jugendraum untergebracht. Das 2. Obergeschoss bietet schließlich Platz für einen Schulungsraum mit Küchenbereich, einen Erste-Hilfe-Raum, das Büro des Kommandanten und einen Lagerraum für Lehrmittel und Übungsmaterial.
Die Freiwillige Feuerwehr Pfuhl verfügt über einen Fuhrpark von vier Fahrzeugen und zwei Anhängern:
- Löschgruppenfahrzeug 10/12 (LF 10/12), Baujahr: 2006
- Löschgruppenfahrzeug 16/12 (LF 16/12), Baujahr: 1996
- Mehrzweckfahrzeug (MZF), Baujahr: 2008
- Versorgungs-Lastkraftwagen (V-Lkw), Baujahr: 1989
- Verkehrssicherungsanhänger (VSA), Baujahr: 2016
- Anhänger Mehrzweckboot (MZB), Baujahr: 1989

### Freiwillige Feuerwehr Reutti
Die FF Reutti besteht seit dem Jahr 1875. Im Eingemeindungsvertrag von 1976, durch den die bis zu diesem Zeitpunkt eigenständige Gemeinde Reutti Ortsteil von Neu-Ulm wurde, wurde die weitere Selbstständigkeit der Ortsfeuerwehr festgelegt. Seit 1979 gehört zur Freiwilligen Feuerwehr Reutti auch eine Jugendfeuerwehr-Gruppe mit neun Jugendlichen. In der aktiven Abteilung der Wehr sind derzeit 51 ehrenamtliche Feuerwehrleute tätig.
Das heutige Feuerwehrhaus der Feuerwehr im Burgweg 6 wurde im Jahr 1986 bezogen und bietet Platz für drei Einsatzfahrzeuge. Auf dem Platz vor dem Feuerwehrhaus findet das jährliche Reuttier Dorffest statt. Zur FF Reutti gehören drei Feuerwehrfahrzeuge:
- ein Löschgruppenfahrzeug 16/12 (LF 16/12), Baujahr: 1999
- ein Gerätewagen Logistik 2 (GW-L2), Baujahr: 2011
- ein Mehrzweckfahrzeug (MZF), Baujahr: 2015

### Freiwillige Feuerwehr Steinheim
Die Freiwillige Feuerwehr Steinheim besteht seit dem Jahr 1876 und umfasst heute 27 aktive Mitglieder und zwei Jugendliche. Trotz der Eingemeindung von Steinheim in das Neu-Ulmer Stadtgebiet im Jahr 1977 behielt die Feuerwehr ihren Status einer selbstständigen Freiwilligen Feuerwehr mit eigenem Kommandanten. Das Feuerwehrhaus der Wehr befindet sich im Straßerweg 3 und wurde 2008 um einen neuen Fahrzeugstellplatz erweitert. Die FF Steinheim verfügt über zwei Einsatzfahrzeuge:
- Löschgruppenfahrzeug 10 (LF 10), Baujahr: 2017
- Mehrzweckfahrzeug (MZF), Baujahr: 2008

## Kreisfeuerwehrverband
Der Kreisfeuerwehrverband (KFV) Neu-Ulm ist der Fachverband aller Feuerwehren im Landkreis Neu-Ulm. In ihm sind insgesamt 65 freiwillige Ortsfeuerwehren, fünf Werkfeuerwehren (WF) und die Feuerwehr Neu-Ulm mit ihren sieben Löschzügen, dem ABC-Zug und den vier selbstständigen Freiwilligen Feuerwehren privatrechtlich organisiert. Die Aufgaben des KFV sind die Interessensvertretung der Feuerwehrkräfte, Öffentlichkeitsarbeit, Brandschutzerziehung und -aufklärung der Bevölkerung sowie die Förderung des Feuerwehrwesens, des Brand- und Katastrophenschutzes, der Aus-, Fort- und Weiterbildung, der Feuerwehrmusik und der Jugendfeuerwehren. Der KFV bildet im Organisationsgefüge der bayerischen Feuerwehren insoweit die Instanz oberhalb der örtlichen Feuerwehren und unterhalb des Bezirksfeuerwehrverbands (BFV) Schwaben bzw. des Landesfeuerwehrverbands (LFV) Bayern.